# Campeonato Mato-Grossense de Futebol de 2023
O Primeira Divisão do Campeonato Mato-Grossense de 2023, também conhecida oficialmente como Campeonato Mato-Grossense 1ª Divisão 2023 ou simplesmente como Mato-Grossense 2023, foi a 81.ª edição oficial da principal divisão do estado de Mato Grosso. A disputa foi organizada pela Federação Mato-Grossense de Futebol — FMF e disputada por dez clubes. O torneio começou em 21 de janeiro com os jogos da primeira rodada da fase regular e terminou em 8 de abril com o jogo de volta da decisão. O campeão do certame garantiu vaga na Série D do Campeonato Brasileiro e na Copa do Brasil de 2024. O vice ficou com uma vaga na Copa do Brasil.
O Cuiabá foi o defensor do título e posteriormente o campeão, depois de vencer a União Rondonópolis na final da edição de 2022, faturando o tricampeonato seguido e o 12º título estadual no geral.

## Regulamento
O campeonato será disputado em quatro fases:
| Primeira fase — Fase regular — Fase de pontos corridos — Fase classificatória |
| --- |
| As dez associações, jogarão entre si, em turno único, classificando o 3º, 4º, 5º e 6º colocados para a segunda fase. As associações que terminarem respectivamente na 1ª e 2ª colocações estarão classificadas para as semifinais, sem necessidade de disputar as quartas de finais. As agremiações que terminarem respectivamente em 7º e 8º colocados estarão eliminadas da competição ao fim da primeira fase. As associações que obtiverem a 9ª e 10ª colocação, após o término da primeira fase, estarão rebaixadas para a Segunda Divisão Profissional de 2024. |

| Critérios de desempate |
| --- |
| Em caso de empate em pontos ganhos, entre duas ou mais associações ao final da primeira fase, o desempate será efetuado observando-se os critérios abaixo, pela ordem: 1. maior número de vitórias; 2. maior saldo de gols; 3. maior número de gols pró; 4. vitória no confronto direto; 5. menor número de cartões amarelos 6. menor número de cartões vermelhos 7. sorteio |

| Segunda fase — Quartas de final |                           |
| --- | ------------------------- |
| As associações classificadas na fase regular, constituirão os Grupos "A" e "B", conforme composição abaixo; os jogos serão realizados no sistema de ida e volta, cujos vencedores classificar-se-ão para a fase seguinte: \| Grupo "A" \| Grupo "B" \| \| ------------------------- \| ------------------------- \| \| 3º colocado — 6º colocado \| 4º colocado — 5º colocado \| Ao final das duas partidas dos Grupos "A" e "B" ocorrendo empate em pontos ganhos, o critério de desempate será o de maior saldo de gols nas duas partidas; persistindo o empate a disputa será através de tiros livres direto da marca penal de acordo com os critérios da International Board. |                           |
| Grupo "A" | Grupo "B"                 |
| 3º colocado — 6º colocado | 4º colocado — 5º colocado |

| Terceira fase — Semifinal |                                 |
| --- | ------------------------------- |
| As quatro associações classificadas, sendo a 1ª e 2ª colocadas na primeira fase e os classificados dos grupos "A" e "B" na segunda fase, constituirão os Grupos "C" e "D" conforme composição abaixo; os jogos serão realizados no sistema de ida’ e volta, cujos vencedores classificar-se-ão para a fase seguinte: \| Grupo "C" \| Grupo "D" \| \| ------------------------------- \| ------------------------------- \| \| 1º colocado — 4º ou 5º colocado \| 2º colocado — 3º ou 6º colocado \| Ao final das 2 (duas) partidas dos Grupos "C", e "D", ocorrendo empate em pontos ganhos, o critério de desempate será o de maior saldo de gols nas duas partidas; persistindo o empate a disputa será através de tiros livres direto da marca penal de acordo com os critérios da International Board. |                                 |
| Grupo "C" | Grupo "D"                       |
| 1º colocado — 4º ou 5º colocado | 2º colocado — 3º ou 6º colocado |

| Quarta fase — Final |
| --- |
| As duas associações classificadas na terceira fase, constituirão o Grupo "E", que jogarão no sistema de ida e volta, e a associação que somar o maior número de pontos ganhos na fase, será declarada Campeão do Campeonato Mato-Grossense de Futebol Profissional da Primeira Divisão de 2023. \| Grupo "E" \| \| ----------------------------------------- \| \| Vencedor do Grupo C — Vencedor do Grupo D \| Ao final das duas partidas do Grupo "E", ocorrendo empate em pontos ganhos, o critério de desempate será o de maior saldo de gols nas duas partidas; persistindo o empate a disputa será através de tiros livres direto da marca penal de acordo com os critérios da International Board. |
| Grupo "E" |
| Vencedor do Grupo C — Vencedor do Grupo D |

O campeão mato-grossense de 2023 irá disputar a Série D do Campeonato Brasileiro de 2024. Caso o clube que venha conquistar o título já tenha essa vaga em campeonato de outras divisões (A / B / C), essa vaga será destinada ao vice-campeão. O campeão também irá disputar a Copa do Brasil de 2024 e a Copa Verde 2024. O vice-campeão irá disputar a Copa do Brasil de 2024. Por outro lado, o dois últimos colocados na classificação final do torneio estarão rebaixados para o Campeonato Mato-grossense II Divisão em 2024.

## Equipes participantes
| Equipe             | Cidade             | Estádio            | Capacidade | Posição 2022      | Títulos (último)    |
| ------------------ | ------------------ | ------------------ | ---------- | ----------------- | ------------------- |
| Academia           | Rondonópolis       | Luthero Lopes      | 19 000     | 6.º               | 0                   |
| Cacerense          | Cáceres            | Geraldão           | 6 500      | 2.º (2.º divisão) | 1 (em 2007)         |
| Cuiabá             | Cuiabá             | Arena Pantanal     | 42 900     | Campeão           | 11 (último em 2022) |
| Dom Bosco          | Cuiabá             | Presidente Dutra   | 7 500      | 4.º               | 5 (último em 1991)  |
| Luverdense         | Lucas do Rio Verde | Passo das Emas     | 13 000     | 3.º               | 3 (último em 2016)  |
| Mixto              | Cuiabá             | Presidente Dutra   | 7 500      | 1.º (2.º divisão) | 23 (último em 2008) |
| Nova Mutum         | Nova Mutum         | Valdir Doilho Wons | 1 200      | 7.º               | 1 (em 2020)         |
| Operário-VG        | Várzea Grande      | Dito Souza         | 5 000      | 8.º               | 12 (último em 2002) |
| Sport Sinop        | Sinop              | Gigante do Norte   | 13 000     | 5.º               | 0                   |
| União Rondonópolis | Rondonópolis       | Luthero Lopes      | 19 000     | 2.º               | 1 (em 2010)         |

| Aumento | Equipas provenientes do Campeonato Matogrossense de Segunda Divisão 2022. |

Fonte: FMF — GE

## Primeira fase

### Classificação
- Atualizado até 4 de março de 2023.

| Pos. | Equipe             | PG | J | V | E | D | GP | GS | SG  | %   | Classificação                          |
| ---- | ------------------ | -- | - | - | - | - | -- | -- | --- | --- | -------------------------------------- |
| 1    | Cuiabá             | 27 | 9 | 9 | 0 | 0 | 26 | 4  | +22 | 100 | Classificados para a Semifinal         |
| 2    | União Rondonópolis | 18 | 9 | 5 | 3 | 1 | 12 | 8  | +4  | 67  | Classificados para a Semifinal         |
| 3    | Operário VG        | 16 | 9 | 4 | 4 | 1 | 18 | 11 | +7  | 59  | Classificados para às Quartas de final |
| 4    | Dom Bosco          | 14 | 9 | 4 | 2 | 3 | 9  | 10 | −1  | 52  | Classificados para às Quartas de final |
| 5    | Luverdense         | 10 | 9 | 3 | 1 | 5 | 8  | 15 | −7  | 37  | Classificados para às Quartas de final |
| 6    | Academia           | 10 | 9 | 2 | 4 | 3 | 11 | 12 | −1  | 37  | Classificados para às Quartas de final |
| 7    | Nova Mutum         | 9  | 9 | 2 | 3 | 4 | 8  | 9  | −1  | 33  | Eliminados na primeira fase            |
| 8    | Mixto              | 9  | 9 | 2 | 3 | 4 | 9  | 13 | −4  | 33  | Eliminados na primeira fase            |
| 9    | Cacerense          | 8  | 9 | 2 | 2 | 5 | 7  | 12 | −5  | 30  | Rebaixados                             |
| 10   | Sport Sinop        | 2  | 9 | 0 | 2 | 7 | 7  | 21 | −14 | 7   | Rebaixados                             |

| Fonte: FMF — GE |
| Regras para classificação: 1) mais pontos; 2) mais vitórias; 3) melhor saldo de gols; 4) mais gols pró; 5) confronto direto; 6) menos cartões amarelos; 7) menos cartões vermelhos; 8) sorteio. |

### Resultados
| 21 de janeiro | Cuiabá                                                 | 4 — 1  | Mixto      | Cuiabá                  |  |
| 15:30         | Jonathan Renato 10' · Isidro 57', 79' · Iury Lirio 91' | Súmula | Tássio 24' | Estádio: Arena Pantanal |  |

| 21 de janeiro | Sport Sinop     | 1 — 1  | Cacerense         | Sinop                     |  |
| 19:00         | Romário 65' (p) | Súmula | Matheus Leite 53' | Estádio: Gigante do Norte |  |

| 22 de janeiro | União Rondonópolis | 1 — 1  | Academia     | Rondonópolis           |  |
| 10:00         | Anderson 24'       | Súmula | Jeferson 65' | Estádio: Luthero Lopes |  |

| 22 de janeiro | Luverdense | 0 — 1  | Nova Mutum         | Lucas do Rio Verde      |  |
| 16:00         |            | Súmula | Lucas Vinicius 57' | Estádio: Passo das Emas |  |

| 22 de janeiro | Operário VG                         | 2 — 0  | Dom Bosco | Várzea Grande       |  |
| 17:00         | Ramon Oliveira 48' · Tiago Luís 61' | Súmula |           | Estádio: Dito Souza |  |

| 28 de janeiro | Dom Bosco   | 1 — 1  | União Rondonópolis | Cuiabá                    |  |
| 09:30         | Adriano 07' | Súmula | Jesuelton 53'      | Estádio: Presidente Dutra |  |

| 28 de janeiro | Nova Mutum           | 1 — 1  | Sport Sinop | Nova Mutum                  |  |
| 17:00         | Hugo de Oliveira 81' | Súmula | Romário 32' | Estádio: Valdir Doilho Wons |  |

| 29 de janeiro | Cacerense | 0 — 1  | Luverdense         | Cáceres           |  |
| 15:30         |           | Súmula | Jordan Anselmo 70' | Estádio: Geraldão |  |

| 29 de janeiro | Mixto      | 1 — 2  | Operário VG                              | Cuiabá                    |  |
| 16:00         | Caique 54' | Súmula | Tiago Luís 12' (p) · Vagner da Silva 89' | Estádio: Presidente Dutra |  |

| 29 de janeiro | Academia | 0 — 3  | Cuiabá                                                | Rondonópolis           |  |
| 17:30         |          | Súmula | Fernando Pereira 21' · Isidro 27' · Lucas Cardoso 37' | Estádio: Luthero Lopes |  |

| 1 de fevereiro | Luverdense                       | 2 — 3     | União Rondonópolis                             | Lucas do Rio Verde      |  |
| 19:00          | Guilherme Ruam 03' · Daniego 57' | Relatório | Lucas Newton 26' · Odail Bom Despacho 84', 91' | Estádio: Passo das Emas |  |

| 1 de fevereiro | Cuiabá                                                    | 3 — 0     | Sport Sinop | Cuiabá                  |  |
| 19:00          | Pablo Daniel 39' (p) · Rodrigo Eduardo 41' · Denílson 52' | Relatório |             | Estádio: Arena Pantanal |  |

| 1 de fevereiro | Operário VG     | 1 — 1     | Nova Mutum         | Várzea Grande       |  |
| 19:30          | José Daniel 55' | Relatório | Glauberson 71' (p) | Estádio: Dito Souza |  |

| 1 de fevereiro | Academia | 0 — 1     | Dom Bosco   | Rondonópolis           |  |
| 20:00          |          | Relatório | Juliano 83' | Estádio: Luthero Lopes |  |

| 2 de fevereiro | Mixto | 0 — 1     | Cacerense         | Cuiabá                    |  |
| 19:30          |       | Relatório | Matheus Leite 31' | Estádio: Presidente Dutra |  |

| 4 de fevereiro | Dom Bosco | 0 — 1     | Cuiabá              | Cuiabá                    |  |
| 15:30          |           | Relatório | Rodrigo Eduardo 93' | Estádio: Presidente Dutra |  |

| 4 de fevereiro | Sport Sinop | 0 — 1     | Luverdense         | Sinop                     |  |
| 17:00          |             | Relatório | Guilherme Ruam 51' | Estádio: Gigante do Norte |  |

| 5 de fevereiro | Cacerense            | 2 — 2     | Operário VG                      | Cáceres           |  |
| 15:00          | Mateus Alex 34', 82' | Relatório | Paul Henry 37' · José Daniel 90' | Estádio: Geraldão |  |

| 5 de fevereiro | União Rondonópolis  | 1 — 0     | Mixto | Rondonópolis           |  |
| 16:00          | Matheus Augusto 22' | Relatório |       | Estádio: Luthero Lopes |  |

| 5 de fevereiro | Nova Mutum | 0 — 0     | Academia | Nova Mutum                  |  |
| 17:30          |            | Relatório |          | Estádio: Valdir Doilho Wons |  |

| 7 de fevereiro | Dom Bosco         | 2 — 1     | Luverdense      | Cuiabá                    |  |
| 19:00          | Dorgival 33', 41' | Relatório | Daniego 76' (p) | Estádio: Presidente Dutra |  |

| 8 de fevereiro | União Rondonópolis         | 1 — 0     | Cacerense | Rondonópolis           |  |
| 19:00          | Odail Bom Despacho 90' (p) | Relatório |           | Estádio: Luthero Lopes |  |

| 8 de fevereiro | Sport Sinop   | 1 — 2     | Academia                             | Sinop                     |  |
| 19:00          | Vanderson 19' | Relatório | Lucas Antônio 65' (p) · Jeferson 80' | Estádio: Gigante do Norte |  |

| 8 de fevereiro | Cuiabá                                                                     | 4 — 1     | Operário VG | Cuiabá                  |  |
| 19:00          | Rodrigo Eduardo 10' · Rafael Gustavo 12' · Jonathan 44' · Pablo Daniel 59' | Relatório | Vagner 91'  | Estádio: Arena Pantanal |  |

| 9 de fevereiro | Mixto          | 1 — 0     | Nova Mutum | Cuiabá                    |  |
| 19:00          | Luan Viana 36' | Relatório |            | Estádio: Presidente Dutra |  |

| 11 de fevereiro | Luverdense | 0 — 2     | Operário VG          | Lucas do Rio Verde      |  |
| 18:00           |            | Relatório | José Daniel 82', 85' | Estádio: Passo das Emas |  |

| 11 de fevereiro | Cuiabá                        | 2 — 1     | União Rondonópolis | Cuiabá                  |  |
| 18:00           | Jonathan 02' · Iury Lirio 18' | Relatório | Caique 33'         | Estádio: Arena Pantanal |  |

| 12 de fevereiro | Cacerense          | 1 — 0     | Nova Mutum | Cáceres           |  |
| 15:30           | Antônio Carlos 61' | Relatório |            | Estádio: Geraldão |  |

| 12 de fevereiro | Sport Sinop | 0 — 2     | Dom Bosco                  | Sinop                     |  |
| 16:00           |             | Relatório | Dorgival 22' · Rodolfo 35' | Estádio: Gigante do Norte |  |

| 12 de fevereiro | Academia     | 1 — 1     | Mixto              | Rondonópolis           |  |
| 17:30           | Jeferson 06' | Relatório | Luan Viana 25' (p) | Estádio: Luthero Lopes |  |

| 15 de fevereiro | Luverdense       | 1 — 1     | Mixto          | Lucas do Rio Verde      |  |
| 19:00           | Diego Santos 12' | Relatório | Luan Viana 04' | Estádio: Passo das Emas |  |

| 15 de fevereiro | Dom Bosco                 | 2 — 1     | Cacerense      | Cuiabá                    |  |
| 19:30           | Dorgival 87' · Tayron 95' | Relatório | Lucas Yure 37' | Estádio: Presidente Dutra |  |

| 15 de fevereiro | Operário VG          | 2 — 2     | Academia                            | Várzea Grande       |  |
| 19:30           | José Daniel 17', 40' | Relatório | Wesley Conceição 44' · Cristian 70' | Estádio: Dito Souza |  |

| 15 de fevereiro | União Rondonópolis               | 2 — 1     | Sport Sinop     | Rondonópolis           |  |
| 19:30           | Luiz Gabriel 09' · Jesuelton 30' | Relatório | Iury Miguel 43' | Estádio: Luthero Lopes |  |

| 16 de fevereiro | Nova Mutum       | 1 — 3     | Cuiabá               | Nova Mutum                  |  |
| 19:00           | Lorran David 48' | Relatório | Isidro 55', 57', 72' | Estádio: Valdir Doilho Wons |  |

| 25 de fevereiro | Mixto                                               | 3 — 2     | Sport Sinop        | Cuiabá                  |  |
| 15:30           | Lucas Santos 28' (p) · Jarbas 50' · Alan Junior 92' | Relatório | Vanderson 67', 71' | Estádio: Arena Pantanal |  |

| 25 de fevereiro | Operário VG | 0 — 0     | União Rondonópolis | Várzea Grande       |  |
| 17:00           |             | Relatório |                    | Estádio: Dito Souza |  |

| 26 de fevereiro | Academia                                                        | 4 — 1     | Cacerense  | Rondonópolis           |  |
| 17:00           | Diego Cesar 06', 69' · Douglas Venâncio 64' · Lucas Antônio 75' | Relatório | Tayron 79' | Estádio: Luthero Lopes |  |

| 26 de fevereiro | Cuiabá                                                                                        | 5 — 0     | Luverdense | Cuiabá                  |  |
| 18:00           | Pablo Daniel 09' (p) · Fernando Pereira 18' · Vinicius Gonçalves 49' · Devyerson 77' (P), 92' | Relatório |            | Estádio: Arena Pantanal |  |

| 26 de fevereiro | Nova Mutum                                             | 3 — 0     | Dom Bosco | Nova Mutum                  |  |
| 18:00           | Luiz Felipe 28' · Abner Lincoln 36' · Lorran David 68' | Relatório |           | Estádio: Valdir Doilho Wons |  |

| 4 de março | Cacerense | 0 — 1     | Cuiabá     | Cáceres           |  |
| 15:30      |           | Relatório | Tayron 72' | Estádio: Geraldão |  |

| 4 de março | União Rondonópolis                             | 2 — 1     | Nova Mutum        | Rondonópolis           |  |
| 15:30      | Odail Bom Despacho 38' (p) · Rafael Franco 55' | Relatório | Kadson George 27' | Estádio: Luthero Lopes |  |

| 4 de março | Dom Bosco   | 1 — 1     | Mixto          | Cuiabá                    |  |
| 15:30      | Adriano 55' | Relatório | Luan Viana 49' | Estádio: Presidente Dutra |  |

| 4 de março | Luverdense                      | 2 — 1     | Academia   | Lucas do Rio Verde      |  |
| 15:30      | Daniego 07' (p) · Cristiano 50' | Relatório | Ronald 65' | Estádio: Passo das Emas |  |

| 4 de março | Sport Sinop        | 1 — 6     | Operário VG                                                                | Sinop                     |  |
| 15:30      | Rafael da Cruz 30' | Relatório | Allef 15', 46' · Pedro Ari 24' · José Daniel 27', 55' · David Henrique 65' | Estádio: Gigante do Norte |  |

| Fonte: FMF — GE — Soccerway |

## Fase final
Em itálico, as equipes que possuem o mando de campo no primeiro jogo do confronto e em negrito as equipes classificadas.
|  | Quartas de Final | Quartas de Final | Quartas de Final | Quartas de Final | Quartas de Final |  |  | Semifinais | Semifinais         | Semifinais | Semifinais | Semifinais |  |  | Final | Final              | Final | Final | Final |
|  |                  |                  |                  |                  |                  |  |  |            |                    |            |            |            |  |  |       |                    |       |       |       |
|  |                  |                  |                  |                  |                  |  |  | 1          | Cuiabá             | 0          | 5          | 5          |  |  |       |                    |       |       |       |
|  | 4                | Dom Bosco        | 1                | 0                | 1                |  |  |            | Luverdense         | 0          | 0          | 0          |  |  |       |                    |       |       |       |
|  | 5                | Luverdense       | 3                | 1                | 4                |  |  |            |                    |            |            |            |  |  | 1     | Cuiabá             | 2     | 1     | 3     |
|  |                  |                  |                  |                  |                  |  |  |            |                    |            |            |            |  |  | 2     | União Rondonópolis | 0     | 0     | 0     |
|  |                  |                  |                  |                  |                  |  |  | 2          | União Rondonópolis | 1          | 1          | 2          |  |  |       |                    |       |       |       |
|  | 3                | Operário VG      | 0                | 1                | 1 (4)            |  |  |            | Operário VG        | 1          | 0          | 1          |  |  |       |                    |       |       |       |
|  | 6                | Academia         | 1                | 0                | 1 (3)            |  |  |            |                    |            |            |            |  |  |       |                    |       |       |       |

### Quartas de Final
| 11 de março IDA | Academia          | 1 − 0 | Operário VG | Rondonópolis           |  |
| 15:30           | Lucas Antônio 56' |       |             | Estádio: Luthero Lopes |  |

| 15 de março VOLTA | Operário VG     | 1 − 0 (1 − 1 agr.) | Academia | Cuiabá                    |  |
| 20:30             | Jose Mendes 79' |                    |          | Estádio: Presidente Dutra |  |

|                                              |       | Penalidades                            |  |
| Tiago Luís Agenor David Batista Allef Daniel | 4 − 3 | Lucas Cadinho Douglas Mariano Maranhão |  |

| 11 de março IDA | Luverdense                                            | 3 − 1 | Dom Bosco        | Lucas do Rio Verde      |  |
| 19:00           | Cristiano Magno 15' · Yan Nascimento 64' · Hudson 94' |       | Odair Junior 27' | Estádio: Passo das Emas |  |

| 14 de março VOLTA | Dom Bosco | 0 − 1 (1 − 4 agr.) | Luverdense          | Cuiabá                    |  |
| 19:30             |           |                    | Mateus Oliveira 73' | Estádio: Presidente Dutra |  |

### Semifinal
| 18 de março IDA | Luverdense | 0 – 0 | Cuiabá | Lucas do Rio Verde      |  |
| 15:30           |            |       |        | Estádio: Passo das Emas |  |

| 1 de abril VOLTA | Cuiabá                                                                                        | 5 – 0 (5 − 0 agr.) | Luverdense | Cuiabá                  |  |
| 15:30            | Wellington Silva 32' · Mateusinho 36' · Ceppelini 47' · Matheus Alexandre 47' · Deyverson 80' |                    |            | Estádio: Arena Pantanal |  |

| 19 de março IDA | Operário VG       | 1 – 1 | União Rondonópolis         | Cuiabá                    |  |
| 16:00           | Luiz Henrique 11' |       | Odail Bom Despacho 08' (p) | Estádio: Presidente Dutra |  |

| 25 de março VOLTA | União Rondonópolis    | 1 – 0 (2 − 1 agr.) | Operário VG | Rondonópolis           |  |
| 15:30             | Wallace Fernandes 48' |                    |             | Estádio: Luthero Lopes |  |

### Final
| \| 05 de abril \| União Rondonópolis \| 0 — 2 \| Cuiabá \| Rondonópolis \| \| \| 20:00 \| \| Súmula FMF Borderô FMF \| Iury Castilho 52' · Jonathan Cafu 54' \| Estádio: Luthero Lopes Público: 7 465 pagantes Renda: R$ 124 490,00 Árbitro: Luiz Paulo de Moura Pinheiro \| \| |                    |                        |                                       | |  |
| 05 de abril | União Rondonópolis | 0 — 2                  | Cuiabá                                | Rondonópolis                                                                                              |  |
| 20:00 |                    | Súmula FMF Borderô FMF | Iury Castilho 52' · Jonathan Cafu 54' | Estádio: Luthero Lopes Público: 7 465 pagantes Renda: R$ 124 490,00 Árbitro: Luiz Paulo de Moura Pinheiro |  |

| \| 08 de abril \| Cuiabá \| 1 — 0 \| União Rondonópolis \| Cuiabá \| \| \| 16:30 \| Mateusinho 28' \| Súmula FMF Borderô FMF \| \| Estádio: Arena Pantanal Público: 4 295 pagantes Renda: R$ 50 820,00 Árbitro: Leonardo Willers Lorenzatto \| \| |                |                        |                    | |  |
| 08 de abril | Cuiabá         | 1 — 0                  | União Rondonópolis | Cuiabá                                                                                                   |  |
| 16:30 | Mateusinho 28' | Súmula FMF Borderô FMF |                    | Estádio: Arena Pantanal Público: 4 295 pagantes Renda: R$ 50 820,00 Árbitro: Leonardo Willers Lorenzatto |  |

## Estatísticas

### Artilharia
- Atualizado até 5 de março de 2023

| Total  | Jogador           | Clube              |
| ------ | ----------------- | ------------------ |
| 8 gols | Daniel            | Operário VG        |
| 6 gols | Pitta             | Cuiabá             |
| 4 gols | Luan Viana        | Mixto              |
| 4 gols | Odail Junior      | União Rondonópolis |
| 4 gols | Val Paraiba       | Dom Bosco          |
| 3 gols | Daniego           | Luverdense         |
| 3 gols | Pablo Ceppelini   | Cuiabá             |
| 3 gols | Rodriguinho       | Cuiabá             |
| 3 gols | Jeferson Maranhão | Academia           |
| 3 gols | Vandinho          | Sport Sinop        |
| 3 gols | Cafu              | Cuiabá             |
| 2 gols | Diego Noronha     | Academia           |
| 2 gols | Fernando Sobral   | Cuiabá             |
| 2 gols | Vagner            | Operário VG        |
| 2 gols | Mateus Alex       | Cacerense          |
| 2 gols | Deyverson         | Cuiabá             |
| 2 gols | Allef Nunes       | Operário VG        |
| 2 gols | Iury              | Cuiabá             |
| 2 gols | Lorran            | Nova Mutum         |
| 2 gols | Jesuelton         | União Rondonópolis |
| 2 gols | Luzzi             | Academia           |
| 2 gols | Matheus Leite     | Cacerense          |
| 2 gols | Peixinho          | Dom Bosco          |
| 2 gols | Vieira            | Luverdense         |
| 2 gols | Romario           | Sport Sinop        |
| 2 gols | Tiago Luis        | Operário VG        |

| Fonte: FMF |

## Treinadores
| Clube              | Treinador         | Período                  | Fonte  |
| ------------------ | ----------------- | ------------------------ | ------ |
| Academia           | Edilson Júnior    | 22 de novembro de 2022 — | [ 10 ] |
| Cacerense          | Marcos Menali     | 23 de dezembro de 2022 — | [ 11 ] |
| Cuiabá             | Ivo Vieira        | 8 de dezembro de 2022 —  | [ 12 ] |
| Dom Bosco          | Bernardo Gomes    | 17 de dezembro de 2022 — | [ 13 ] |
| Luverdense         | Wellington Simião | 27 de dezembro de 2022 — | [ 14 ] |
| Mixto              | Wilson Júnior     | 23 de novembro de 2022 — | [ 15 ] |
| Nova Mutum         | Mário Roberto     | 22 de novembro de 2022 — | [ 16 ] |
| Operário-VG        | Ariel Mamede      | 14 de dezembro de 2022 — | [ 17 ] |
| Sport Sinop        | Charles Araújo    | 14 de dezembro de 2022 — | [ 18 ] |
| União Rondonópolis | Odil Soares       | 12 de novembro de 2022 — | [ 19 ] |

## Classificação Geral
| Pos. | Equipe             | PG | J  | V  | E | D | GP | GS | SG  | %  | Classificação                   |
| ---- | ------------------ | -- | -- | -- | - | - | -- | -- | --- | -- | ------------------------------- |
| 1    | Cuiabá             | 37 | 13 | 12 | 1 | 0 | 34 | 4  | +30 | 95 | Campeão                         |
| 2    | União Rondonópolis | 22 | 13 | 6  | 4 | 3 | 14 | 12 | +2  | 56 | Vice-Campeão                    |
| 3    | Operário VG        | 20 | 13 | 5  | 5 | 3 | 20 | 14 | +6  | 51 | Eliminados nas Semifinal        |
| 5    | Luverdense         | 17 | 13 | 5  | 2 | 6 | 12 | 21 | −9  | 44 | Eliminados nas Semifinal        |
| 4    | Dom Bosco          | 14 | 11 | 4  | 2 | 5 | 10 | 14 | −4  | 42 | Eliminados nas Quartas de FInal |
| 6    | Academia           | 13 | 11 | 3  | 4 | 4 | 12 | 13 | −1  | 39 | Eliminados nas Quartas de FInal |
| 7    | Nova Mutum         | 9  | 9  | 2  | 3 | 4 | 8  | 9  | −1  | 33 | Eliminados na primeira fase     |
| 8    | Mixto              | 9  | 9  | 2  | 3 | 4 | 9  | 13 | −4  | 33 | Eliminados na primeira fase     |
| 9    | Cacerense          | 8  | 9  | 2  | 2 | 5 | 7  | 12 | −5  | 30 | Rebaixados                      |
| 10   | Sport Sinop        | 2  | 9  | 0  | 2 | 7 | 7  | 21 | −14 | 7  | Rebaixados                      |

## Premiação
| Primeira Divisão de 2023 Campeonato Mato-Grossense de Futebol |
| ------------------------------------------------------------- |
| Cuiabá Campeão (12º título)                                   |